# Le Retour de Billy Wyatt
« La Mémoire brisée » redirige ici. Pour l'album de Clifton, voir La Mémoire brisée (Clifton).
Pour plus de détails, voir Fiche technique et Distribution.
Le Retour de Billy Wyatt ou La Mémoire brisée (Stealing Home) est un film américain réalisé par Steven Kampmann (en) et William Porter, sorti en 1988.

## Synopsis
Il s'agit d'une comédie dramatique racontant l'histoire d'un jeune joueur de baseball (Billy Wyatt) dont les qualités sportives l'orientent vers la compétition de haut niveau. La mort de son père mettra fin à ses projets. Une quinzaine d'années plus tard sa mère lui révèle que sa meilleure amie d'enfance s'est suicidée. Billy replonge alors dans le passé en quête de ces êtres qu'il aimait.

## Fiche technique
- Titre : Le Retour de Billy Wyatt ou La Mémoire brisée
- Titre original : Stealing Home
- Réalisation : Steven Kampmann (en) et William Porter
- Scénario : Steven Kampmann (en)  et William Porter
- Musique : David Foster
- Photographie : Bobby Byrne (en)
- Montage : Antony Gibbs (en)
- Pays d'origine : États-Unis
- Format : Couleurs - 1,85:1 - Dolby
- Genre : Drame
- Date de sortie : 1988

## Distribution
- Mark Harmon : Billy Wyatt
- Blair Brown : Ginny Wyatt
- Jonathan Silverman : Alan Appleby jeune
- Harold Ramis : Alan Appleby
- William McNamara : Billy Wyatt jeune
- Richard Jenkins : Hank Chandler
- John Shea : Sam Wyatt
- Jodie Foster : Katie Chandler
- Christine Jones : Grace Chandler
- Beth Broderick : Lesley
- Jane Brucker : Sheryl
- Ted Ross : Bud Scott
- Miriam Flynn : Mrs. Parks
- Helen Hunt : Hope Wyatt